# Photograph: The Very Best of Ringo
| Recensione | Giudizio |
| ---------- | -------- |
| AllMusic   | [ 1 ]    |

Photograph: The Very Best of Ringo è il ventiquattresimo album solista (la terza raccolta) di Ringo Starr, uscito il 28 agosto 2007.

## L'album

### Contenuto
L'album contiene almeno un brano di tutti gli album pubblicati da Ringo Starr a partire da Beaucoups of Blues del settembre 1970 fino a Choose Love del 2005. Ci sono poche eccezioni: non è compresa nessuna canzone solo dagli album Ringo the 4th, Bad Boy ed I Wanna Be Santa Claus, e negli LP Scouse the Mouse e Old Wave, i quali non hanno avuto una distribuzione globale. Beaucoups of Blues non fu il primo album del batterista: nemmeno da Sentimental Journey, il suo album d'esordio, è stato tratta qualche traccia. Inoltre, sono presenti anche i brani It Don't Come Easy assieme al suo lato B Early 1970, Back Off Boogaloo ed Act Naturally, pubblicato in duetto con Buck Owens; sia Starr che Owens avevano pubblicato, distintamente, una loro versione del brano durante gli anni sessanta. La setlist di questa compilation comprende tutte le canzoni apparse sulla raccolta Blast from Your Past del 1975.
Tutti i brani sono stati pubblicati come singolo, eccetto I'm the Greatest, Fading in and Fading Out e King of Broken Hearts; queste ultime due vennero però incluse in due promo distinti per la radio. I singoli ebbero alterne fortune: si passa ai successi da Top 10 mondiale di It Don't Come Easy, la title track Photograph, You're Sixteen, Back Off Boogaloo ed Only You (And You Alone), andando fra hit Top 40 americane, come (It's All Down to) Goodnight Vienna, Oh My My, No No Song ed il suo lato B Snookeroo, A Dose of Rock 'n' Roll e Wrack My Brain, e giungendo infine alla Top 100 con Weight of the World, Hey Baby e Beaucoups of Blues. L'unico singolo non entrato in classifica è stato Never Without You del 2003, dedicato allo scomparso George Harrison.
Nell'album ci sono varie collaborazioni illustri; oltre al sopracitato Owens, compaiono anche George Harrison, Paul McCartney e la moglie Linda, John Lennon, Eric Clapton, Elton John, Klaus Voormann, Nicky Hopkins, Stephen Stills, membri dei Badfinger, Vini Poncia, Billy Preston, Martha Reeves, Robbie Robertson, James Newton Howard, Lon Van Eaton, Alan Rubin, Dr. John, Mark Hudson, Robert Randolph e Ray Cooper.

### Pubblicazione
L'album testimonia il ritorno di Ringo alla EMI, etichetta per la quale ha inciso dal 1962, anno di pubblicazione del primo singolo dei Beatles, Love Me Do/P.S. I Love You, al 1975, quando la Apple Records realizzò le ultime pubblicazioni. Altro segno della rinnovata intesa tra l'artista e la sua passata etichetta è la contemporanea pubblicazione su iTunes dei 4 album di Ringo registrati con la EMI: Sentimental Journey, Beaucoups of Blues, Ringo e Goodnight Vienna. La collaborazione si estenderà al nuovo album di inediti, Liverpool 8, uscito nel 2008, ma non andrà oltre: infatti, l'album Y Not del 2010 venne pubblicato dalla Universal Music.
Si tratta della prima raccolta di Ringo a comprendere la sua intera carriera solista, dagli esordi a Choose Love del 2005. Infatti, le due precedenti raccolte, Blast from Your Past del 1975 Starr Struck: Best of Ringo Starr, Vol.2 del 1989, comprendevano brani fino al momento di pubblicazione: la prima da Beaucoups of Blues fino a Goodnight Vienna, la seconda da Ringo's Rotogravure ad Old Wave. Allora la EMI pubblicò la compilation, dato che vari fans del drummer la chiedevano da tempo.
La raccolta ebbe un buon impatto commerciale, specialmente nel Regno Unito, dove arrivò alla ventiseiesima posizione, e stando due settimane in classifica. Un album di Ringo non entrava nella Top 30 britannica dai tempi di Goodnight Vienna del 1974. Negli USA è arrivata alla centotrentesima posizione.

## Tracce

### Photograph: The Very Best of Ringo
1. Photograph (da Ringo) – 3:58 (Richard Starkey, George Harrison)
2. It Don't Come Easy (singolo, 1971) – 3:01 (Richard Starkey)
3. You're Sixteen (You're Beautiful and You're Mine) (da Ringo) – 2:49 (Bob Sherman, Richard Sherman)
4. Back Off Boogaloo (singolo, 1972) – 3:19 (Richard Starkey)
5. I'm the Greatest (da Ringo) – 3:26 (John Lennon)
6. Oh My My (da Ringo) – 4:15 (Richard Starkey, Vini Poncia)
7. Only You (And You Alone) (da Goodnight Vienna) – 3:24 (Buck Ram, Ande Rand)
8. Beaucoups of Blues (da Beaucoups of Blues, 1970) – 2:33 (Buzz Rabin)
9. Early 1970 (lato B di It Don't Come Easy) – 2:18 (Richard Starkey)
10. Snookeroo (da Goodnight Vienna, 1974) – 3:24 (Elton John, Bernie Taupin)
11. No-No Song (da Goodnight Vienna, 1974) – 2:31 (Hoyt Axton, David Jackson)
12. (It's All Down to) Goodnight Vienna (da Goodnight Vienna, 1974) – 3:02 (John Lennon)
13. Hey Baby (da Ringo's Rotogravure, 1976) – 3:10 (Margaret Cobb, Bruce Channel)
14. A Dose of Rock 'n' Roll (da Ringo's Rotogravure, 1976) – 3:24 (Carl Groszman)
15. Weight of the World (da Time Takes Time, 1992) – 3:54 (Brian O'Doherty, Fred Velez)
16. King of Broken Hearts (da Vertical Man, 1998) – 4:43 (Steve Dudas, Dean Micheal Grakal, Mark Hudson, Ringo Starr)
17. Never Without You (da Ringo Rama, 2003) – 5:23 (Richard Starkey, Mark Hudson, Gary Nicholson)
18. Buck Owens & Ringo Starr – Act Naturally (singolo, 1989) – 2:21 (Johnny Russell, Voni Morrison)
19. Wrack My Brain (da Stop and Smell the Roses, 1981) – 2:21 (George Harrison)
20. Fading In and Fading Out (da Choose Love, 2005) – 3:58 (Richard Starkey, Mark Hudson, Gary Burr)

### Photograph: The Digital Greatest Hits
La versione digitale di Photograph presenta delle variazioni nella scaletta:
1. Oo-Wee (da Goodnight Vienna, 1974) – 3:46 (Richard Starkey, Vini Poncia)
2. Have You Seen My Baby (da Ringo, 1973) – 3:43 (Richard Newman)
3. Six O'Clock (inclusa in alcune versioni di Ringo e nella ristampa su CD di Goodnight Vienna) – 5:23 (Paul McCartney, Linda McCartney)
4. Weight of the World[20][21]

Oo-Wee sostituisce Hey Baby, Have You Seen My Baby A Dose of Rock 'n' Roll e Six O'Clock sostituisce King of Broken Hearts, facendo scalare di un posto Weight of the World.

## Edizione CD+DVD
La raccolta è stata pubblicata anche in edizione speciale, con un DVD contenente vari videoclips e lo spot televisivo per promuovere l'album Goodnight Vienna
1. Sentimental Journey (videoclip, 1970) (testo: Bud Green – musica: Les Brown, Ben Homer)
2. It Don't Come Easy (due differenti videoclips, 1971) (Richard Starkey)
3. Back Off Boogaloo (videoclip, 1972) (Richard Starkey)
4. You're Sixteen (You're Beautiful and You're Mine) (videoclip, 1973) (Bob Sherman, Richard Sherman)
5. Only You (And You Alone) (videoclip, 1974) (Buck Ram, Ande Rand)
6. Buck Owens, Ringo Starr – Act Naturally (videoclip, 1989) (Johnny Russell)
7. Goodnight Vienna (spot televisivo)